# Affairs of the Heart
Affairs of the heart es una película romántica nigeriana de 2016 dirigida por Robert Peters con Stella Damasus y Joseph Benjamin en los papeles principales. Se estrenó en marzo de 2016 a nivel nacional en Nigeria y en julio de 2017 en Francia bajo el título Une Affaire de coeur.

## Sinopsis
La exitosa doctora Vivienne regresa a Estados Unidos con un nuevo amor, Eric, a quien conoció durante un viaje de negocios a Nigeria.

## Recepción
True Nollywood Stories describe la película como promedio en general, pero elogia la cinematografía y música. La actuación se describe como muy buena y los problemas se atribuyen principalmente a lo poco innovador del guion.